# 小行星3047
小行星3047（3047 Goethe）是一颗绕太阳运转的小行星，为主小行星带小行星。该小行星于1960年9月24日发现。
該小行星以德国作家约翰·沃尔夫冈·冯·歌德命名。

## 轨道参数
小行星3047的轨道半长轴为2.6424880 UA，离心率为0.025。